# ЧМЕ2
ЧМЕ2 (Чехословацький Маневровий тепловоз з Електричною передачею, 2-ий тип, рос. ЧМЭ2) — з осьовою формулою 2О−2О.

## Історія
1957 чехословацькі заводи «ČKD» розпочали виготовлення маневрових тепловозів з електричною передачею. На залізницях Чехословаччини тепловози отримали позначення серії Т 435.0.
1958 СРСР закупив два перші дослідні тепловози цього типу. На перших екземплярах встановили автозчеплення і збільшили максимальну швидкість з 60 до 70 км/год. Тепловози отримали позначення ЧМЕ2 № 001 і 002.
Після випробувань 1959-го в СРСР, тепловози модернізували. Підвищили економічність дизельного двигуна і зчіпну масу до 72 т.
В 1959—1960 на залізниці Радянського Союзу почали надходити тепловози ЧМЕ2, в яких зчіпну масу довели до 64 т (конструктивна маса 60 т) і відповідно підвищили силу тяги, обмежену зчепленням.

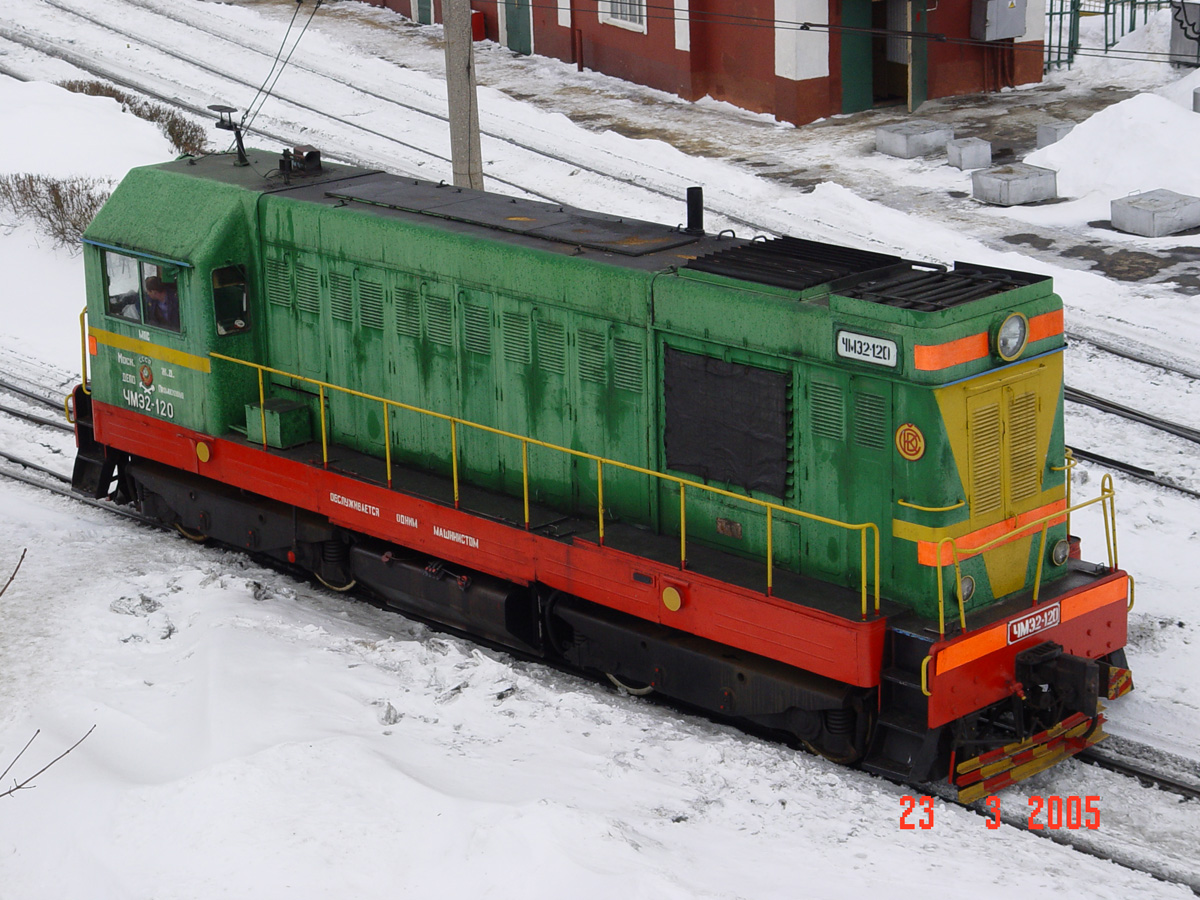
Тепловоз ЧМЕ2-120 на станції Підмосковна

Починаючи тепловоза № 063 в конструкцію локомотива внесли низку змін: збільшили габарити тепловоза, підсилили раму (оскільки на ранніх екземплярах почали з'являтися тріщини), незначно змінили компоновку для полегшення обслуговування локомотива, доопрацьована система охолодження, збільшений об'єм паливних баків.
Один з тепловозів представлений в експозиції залізничного музею в муніципалітеті Лужна (Чехія).

## Фотографії

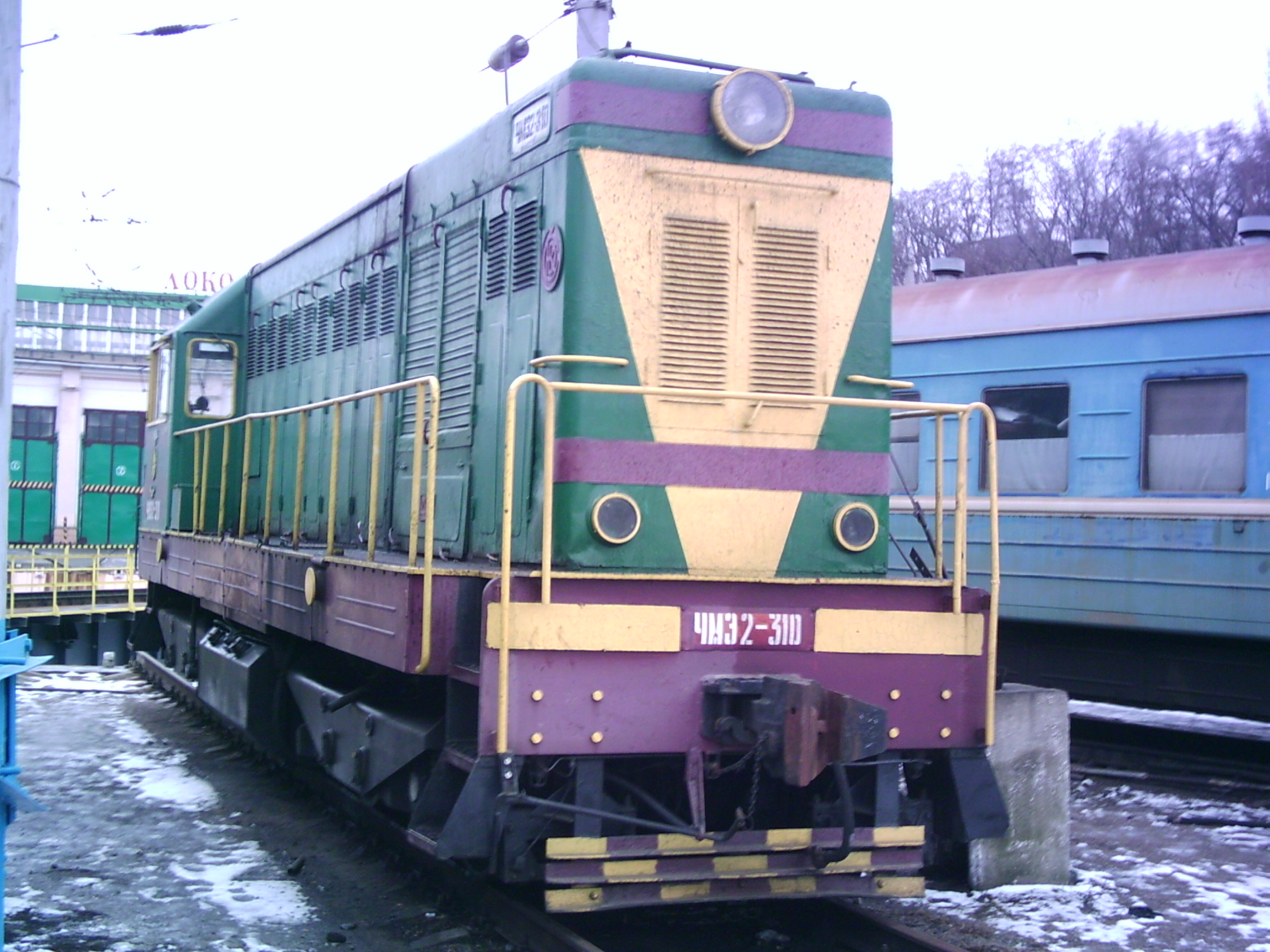
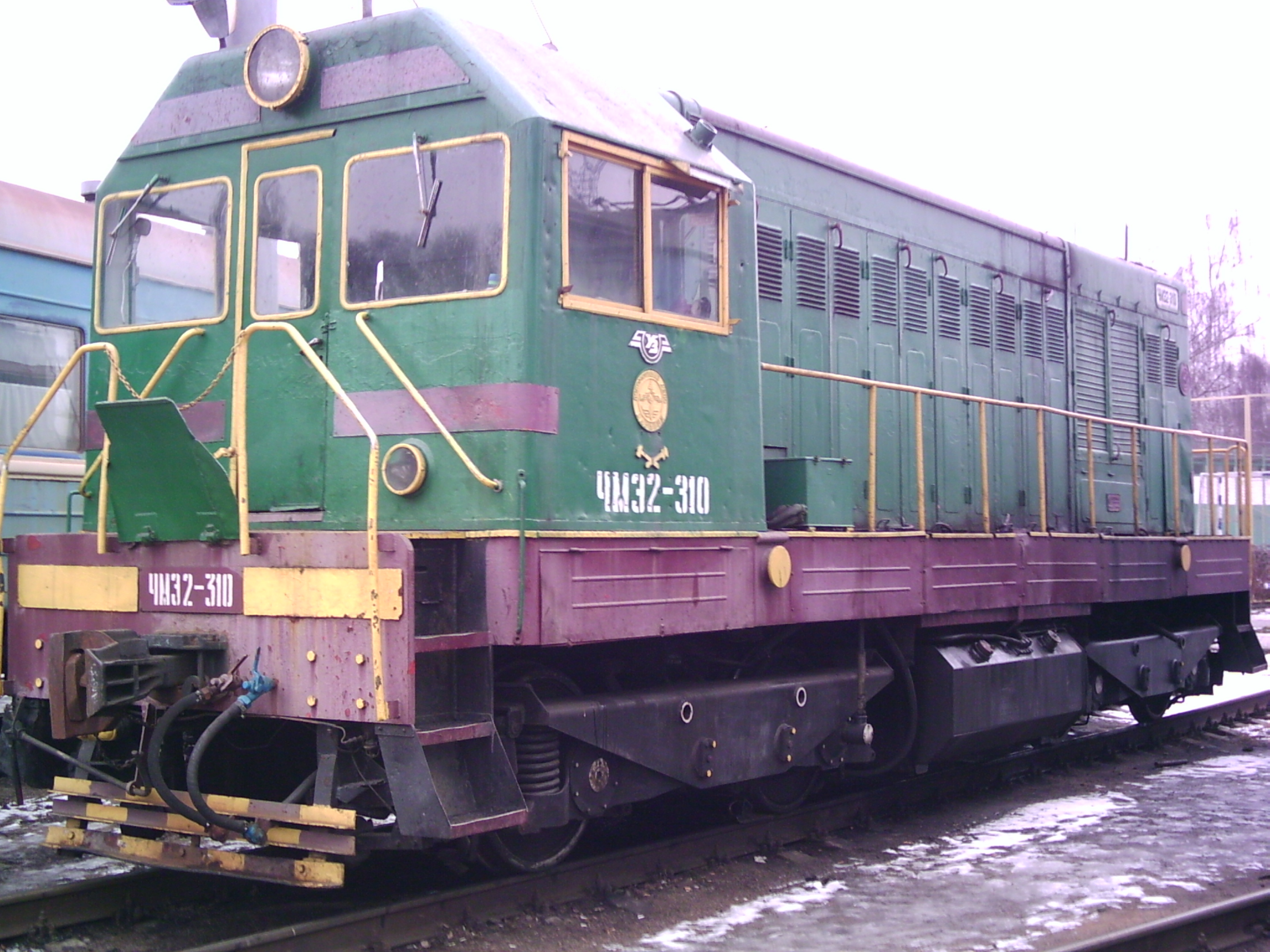